# Orkoraptor
Orkoraptor là một chi khủng long, được Novas Ezcurra & Lecuona mô tả khoa học năm 2008.